# Mehmet Aziz
Mehmed Aziz (Lárnaka, 1893. szeptember 24. – 1991. június 17.) ciprusi török orvos. Az 1930-as és 1940-es években ő volt Ciprus brit gyarmati kormányzatának egészségügyi főfelügyelője, és neki tulajdonítják a malária kiirtását az országban. Ezért a tevékenységéért 1950-ben  a Brit Birodalom Rendjének tagjává emelték.
A londoni The Times szerint a malária kiirtása Cipruson három éves projekt volt, amelyet „nagyrészt maguk a ciprusiak végeztek Mehmed Aziz úr, a sziget egészségügyi főfelügyelője rátermett szervezésével, aki Sir Ronald Rossnál tanult.”
Az első ciprusi brit telepesek próbálták megérteni, hogy mi okozza a maláriát, de csak azt követően lehetett a betegséget megelőzni, miután Ronald Ross felfedezte a kapcsolatot a betegség és a maláriaszúnyogok között.
Ross 1913-ban Ciprusra látogatott, és szárnyai alá vette az ifjú Azizt, de az akkori kísérletek a malária kiküszöbölésére meghiúsultak az anyagi források hiánya miatt. Csak 1946-ban, miután tanulmányozták a betegség kiküszöbölésére tett egyiptomi próbálkozásokat, történt, hogy Aziz (immár a gyarmat egészségügyi főfelügyelője) támogatást szerzett a Gyarmati Fejlesztési Alapból a maláriaszúnyogok kiirtására.
Aziz és csapata egy rács szerint 556 zónára osztotta fel a szigetet. Egy ember egy zónán 12 nap alatt tudott végigmenni. A kampány a Karpaz-félszigeten kezdődött és nyugat felé haladt, és ennek során a területeket rovarirtóval kellett bepermetezni. Az emberek módszeresen haladtak, és minden állóvizet bepermeteztek, olyan alaposan, hogy állítólag még az állatok patanyomait is befújták. 1950-ben a szigetet maláriamentesnek nyilvánították.
Az American Medical Association szerint Azizt széles körben elismerték ciprusi eredményeiért, „a nagy szabadító”nak nevezték, és Szent Patrikhoz hasonlították, hogy megszabadította országát a kígyóknál sokkal alattomosabb kártevőktől Maga Aziz ezt mondta: „Egy olyan faluban nőttem fel, ahol az egészségügyi feltételek rosszak voltak. Sokan meghaltak fiatalon, akik tovább élhettek volna, ha jobbak a körülmények. Ha szolgálatom során tettem valamit országom fejlesztése és jóléte érdekében, az számomra a legnagyobb öröm.”
Lányai között van Türkan Aziz, az első főnővér a szigeten, és Kamran Aziz, az első ciprusi török női zeneszerző és gyógyszerész.

## Fordítás
Ez a szócikk részben vagy egészben  a   Mehmet Aziz című angol Wikipédia-szócikk ezen változatának fordításán alapul.  Az eredeti cikk szerkesztőit annak laptörténete sorolja fel. Ez a jelzés csupán a megfogalmazás eredetét és a szerzői jogokat jelzi, nem szolgál a cikkben szereplő információk forrásmegjelöléseként.